# Ciudadela (Baleares)
Ciudadela o Ciudadela de Menorca (oficialmente en catalán: Ciutadella de Menorca) es una ciudad y municipio español de Menorca, en las Islas Baleares.
Situada en el extremo oeste de la isla, es la ciudad con mayor número de habitantes de Menorca (32 171 habitantes en 2025) y sede del obispado de la isla. Ostentó la capitalidad de la isla hasta la ocupación inglesa en 1714. Supera en número de habitantes a Mahón, antes el municipio más poblado de Menorca. Mahón es la capital de Menorca y sede del Consejo Insular, figura administrativa local que en Menorca ejerce de gobierno insular.

## Historia
A lo largo de los siglos, los diferentes pobladores le han dado diversos nombres: Jamma, Nura, Minerva, Iamo, Iamona, Municipium Flavium Iamontanum, Medina Minurka. Pero fue a partir de 1287, a raíz de la incorporación de Menorca a la cultura cristiana y europea con la conquista de Alfonso III, cuando se impuso el nombre actual, topónimo que etimológicamente proviene del latín civitatella, diminutivo de civitas (ciudad). A pesar de ello, este nombre ya prevalecía entre la población romanizada y los mozárabes menorquines anteriores a la colonización realizada por la Corona de Aragón.
La mañana del 30 de junio de 1558, la armada turca desembarcaba entre 12.000 y 15.000 hombres mientras que los habitantes de la isla eran 10.000, 4000 de los cuales en Ciudadela. Era el 9 de julio cuando los defensores se rindieron ante los piratas turcos. Se perdieron unos 5000 habitantes entre muertos y cautivos, que fueron llevados a Constantinopla y tratados de esclavos, en lo que es conocido como el Año de la Desgracia.
A partir de ese año se inicia una lenta reconstrucción de la ciudad que tendrá su contrapunto en 1646 con la llegada a la isla de la peste. La dominación británica durante gran parte del siglo XVIII ocasionó la decadencia y languidecimiento de la ciudad, que perdió la capitalidad de la isla en beneficio de Mahón.
El casco antiguo de la ciudad permaneció protegido por una muralla, hasta finales del siglo XIX. El origen de la muralla hay que buscarlo en las épocas romana y árabe; fue reforzada después de la reconquista, parcialmente destruida durante el Año de la Desgracia y reconstruida durante el siglo XVII. Actualmente sólo se conservan dos baluartes: el bastión de sa Font y el antiguo bastión del Gobernador, situado detrás del Ayuntamiento. Durante los siglos XVII y XVIII se construyeron mansiones e iglesias en el recinto amurallado.
Durante la guerra civil española, Menorca se situó del lado de la República. En 1939 tuvo lugar la batalla de Menorca, cuando el ejército del general Franco tomó Ciudadela y se enfrentó a la guarnición republicana de Mahón con éxito. La guerra estaba decidida hacia tiempo.
Actualmente se la denomina Ciudadela de Menorca (haciendo un paralelismo con Palma, capital de Mallorca) para no confundirla con otros topónimos.

## Patrimonio

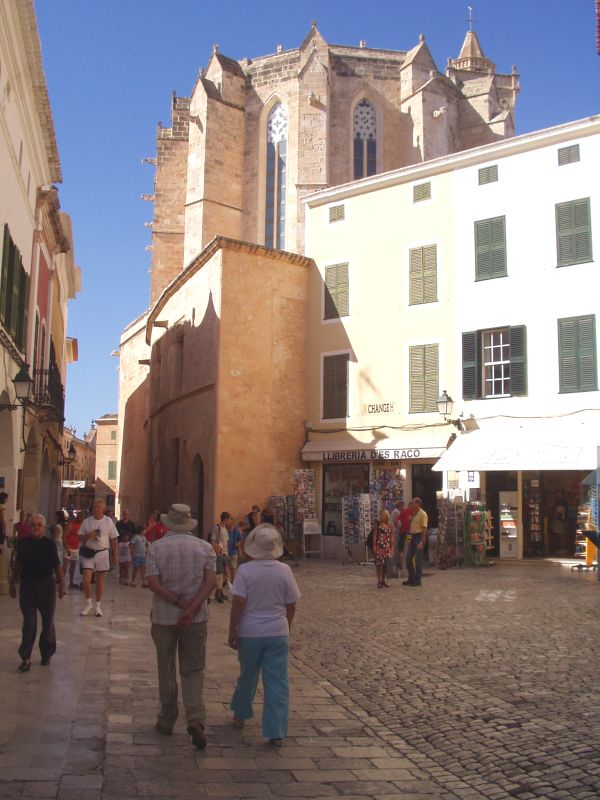
Calle del centro de Ciudadela con la catedral al fondo

### Arqueológico

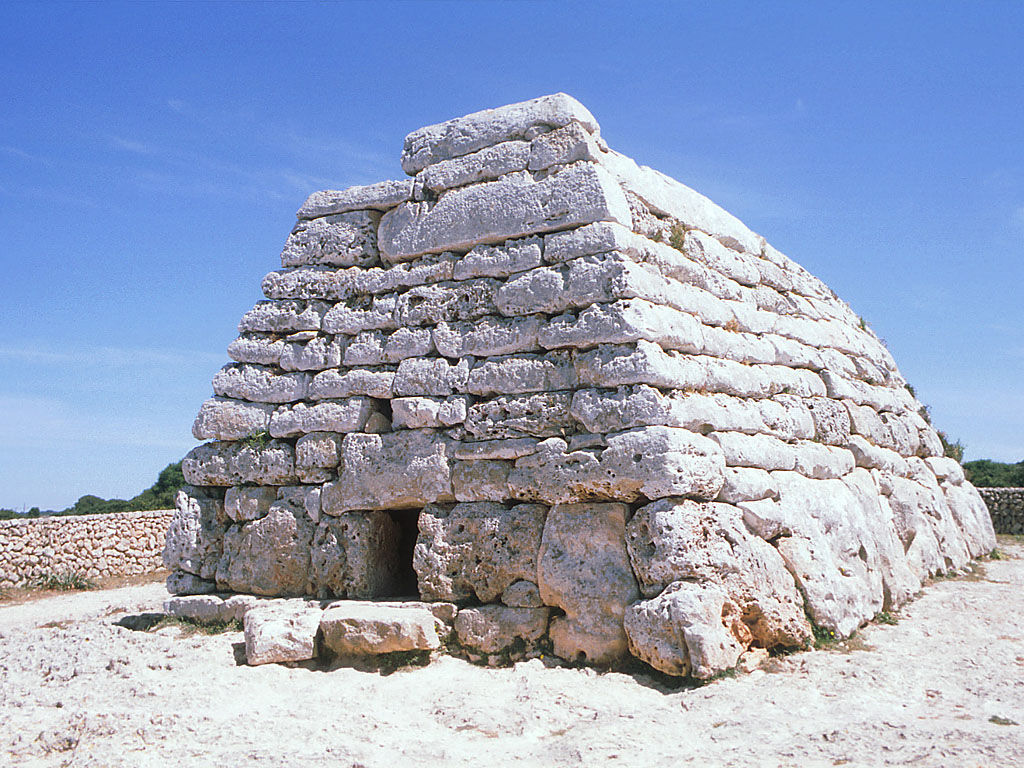
Naveta des Tudons

Cabe destacar la abundancia de restos arqueológicos de la cultura talayótica dentro de este municipio.
La construcción más conocida, y parada de todas las rutas turísticas, es la Naveta des Tudons situada en la carretera Ciudadela-Mahón. En torno a la Naveta des Tudons existe una famosa leyenda que explica la ausencia de una de las piedras de la parte superior del edificio. De acuerdo con esta leyenda, en una época remota dos gigantes cortejaban a la misma chica, y decidieron competir para ver quien merecía casarse con ella. Uno de ellos excavaría un pozo hasta hallar agua, mientras que el otro construiría una nave de piedra. Cuando el que construía la nave transportaba la última piedra, pasó al lado del pozo y oyó que su adversario gritaba que había encontrado agua. Furioso, tiró la piedra al pozo, matando a su contrincante. Acto seguido huyó, de forma que la chica se quedó sin uno ni otro. Por este motivo, en la parte superior de la fachada de la Naveta des Tudons falta todavía una piedra. Las navetas funerarias, como la de Es Tudons, son un tipo de monumento funerario exclusivo de Menorca. Se trata de sepulcros colectivos, que estuvieron en uso a finales de la Edad del Bronce.
De la época talayótica cabe destacar también los restos del poblado de Son Catlar —con una muralla ciclópea de cerca de un kilómetro de longitud—, y los poblados de Torretrencada y Torrellafuda. Todos estos poblados albergan taulas, construcciones religiosas también exclusivas de Menorca, pero solo en Torretrencada se conserva de forma íntegra. Todos estos poblados también conservan talayots las grandes torres que dan nombre a la cultura talayótica.
En Cala Morell se puede visitar una necrópolis de cuevas de la época talayótica y un poblado de navetas de habitación o naviformes, de época pretalayótica (el poblado de Cala Morell).

### Religioso

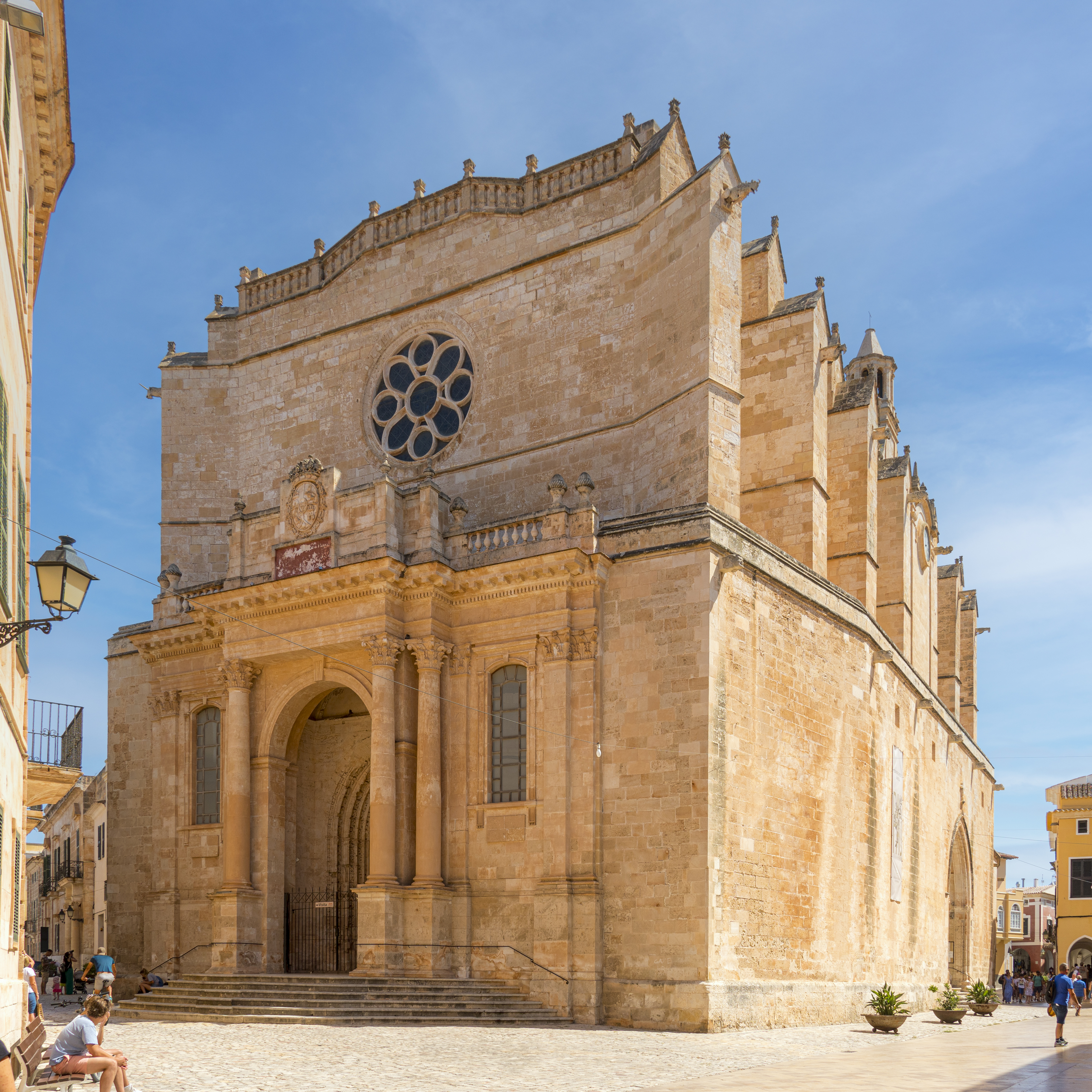
Catedral de Menorca

Ciudadela es sede del Obispado de Menorca y cuenta con catedral, la de Santa María de Ciudadela: La santa iglesia catedral-basílica de Santa María se encuentra en el centro y punto más alto de la ciudad española de Ciudadela, perteneciendo a la diócesis de Menorca. Se trata de un templo de estilo gótico y construido entre los siglos XIII y XIV por expresa orden de Alfonso III de Aragón tras la conquista de la isla a los musulmanes en 1287. Fue constituida catedral en 1795. La catedral recibió el título de basílica menor en 1953, concedido por Pío XII.
- Iglesia de San Francisco de Asís de Ciudadela:[6] La iglesia de estilo gótico tardío y añadidos neoclásicos. Su origen es la donación de un huerto y casas contiguas que en 1287 Alfonso III hizo a los frailes para construir iglesia, convento y cementerio. El saqueo turco de 1558 arruinó el convento y perdió a doce frailes secuestrados. Se reconstruyó primero un nuevo templo de cuatro tramos de bóveda que solo once años después fue reemplazado por otro templo de seis tramos. En 1626 de terminó el claustro, del que quedan restos, y cuyo pozo se trasladó al palacio episcopal. En 1808, y financiada por conde de torre Saura, se terminó la fachada en sobrio estilo neoclásico. El órgano actual, de 1813, es obra del suizo Joan Kyburtz.

Como tantos espacios religiosos, iglesias y conventos, el convento anejo de San Francisco fue lugar de entierro (entre 1558 y 1838 hay documentados 7641 entierros) al punto que toda la nave de la iglesia se preparó entre 1681 y 1684 para ser ocupada por sepulturas, destinadas estas a todos los estamentos sociales. Igualmente el claustro fue ocupado por tumbas. Con la desamortización de 1835, como pasó con tantos conventos españoles, se extinguió el convento de San Francisco.
Menorca quedó en manos del Frente Popular cuando se desató la guerra civil, de 1936 a 1939. En ese tiempo, como tantas iglesias del área republicana, fue clausurada, saqueada y vandalizada. Terminada la guerra, se instala la Falange en el viejo edificio del ex-convento que es destinado a taller de carpintería y depósito de material de construcción. Desde 1962 es centro de Correos y Telégrafos.
- Monasterio de Santa Clara: Este cenobio de clarisas tiene su origen en la donación de fincas y casas que en 1287, Alfonso II (rey de Mallorca, 1286-1291), hizo a la comunidad de Santa Clara de Palma para que se estableciera un nuevo monasterio, además de beneficios fiscales desde 1289.

El asalto turco de 1558, supuso la destrucción del monasterio, la muerte de la abadesa y otras monjas, y el cautiverio de otras llevadas a Estambul en calidad de esclavas. Algunas fueron liberadas, entre ellas Blanca Mascarona, que en 1561 se convirtió en la nueva abadesa del monasterio que hubo de reconstruirse totalmente aunque precariamente. Se levantó un edificio nuevo en 1614. La comunidad llegó a ser numerosa en el siglo XVIII, su mejor época.
En el siglo XIX se libró de la desamortización pero perdió sus rentas y hubo que emprender diversas actividades, entre ellas la enseñanza, para subsistir. Con la persecución religiosa desatada en la zona republicana al comienzo de la guerra Civil, las monjas se dispersaron y los edificios fueron derribaron. En 1945 se restaura el monasterio, hoy sigue la actividad clarisa en un monasterio prácticamente nuevo.
- Claustro del seminario.

### Otro

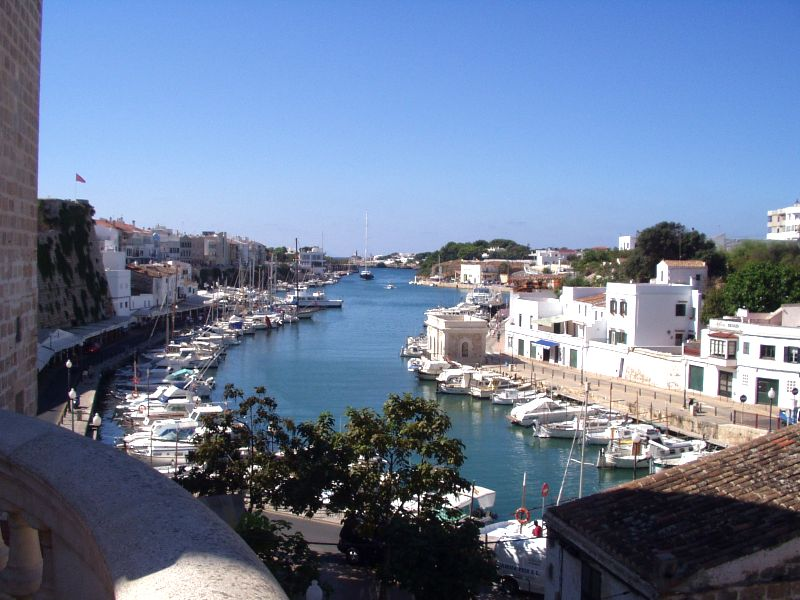
Puerto de Ciudadela

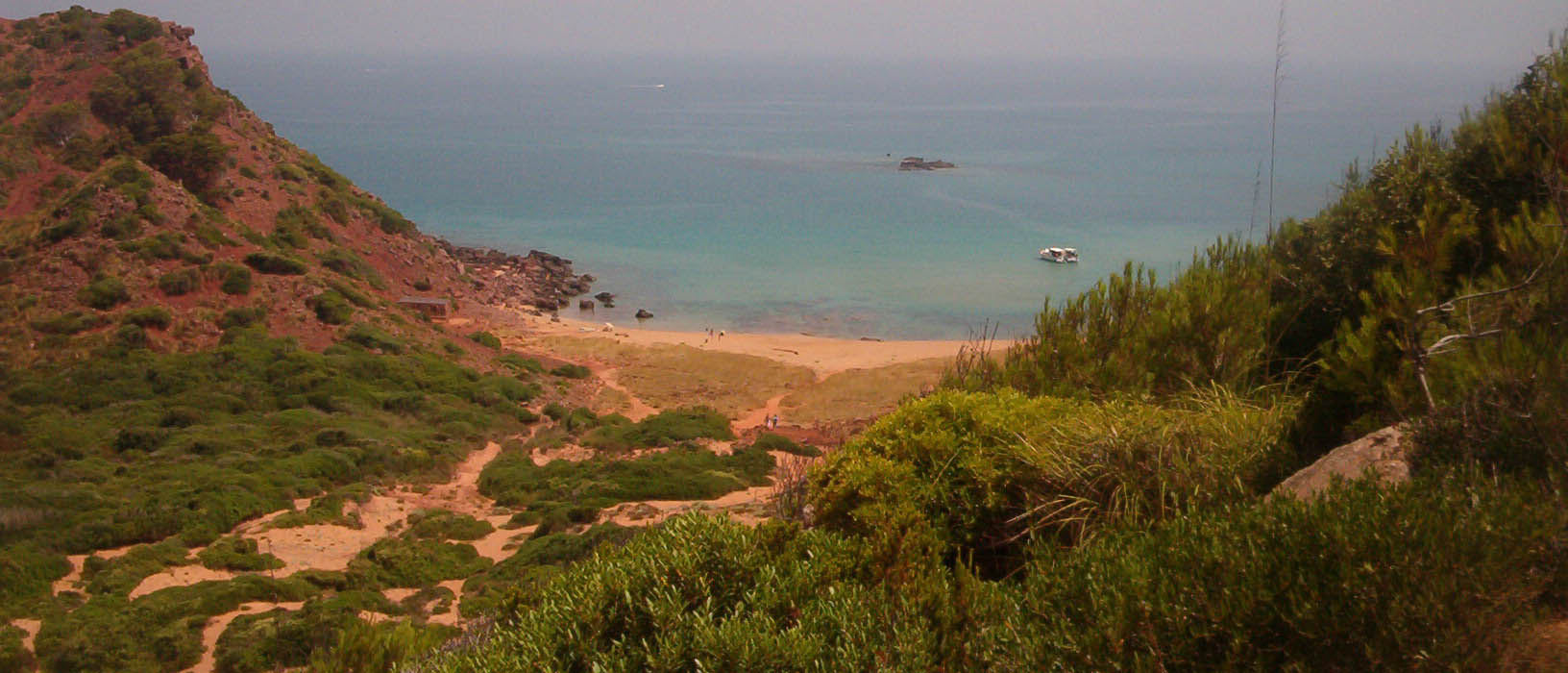
Cala Pilar, Ciudadela

- Obelisco de Ciudadela: Monumento realizado el año 1857 para conmemorar el trescientos aniversario del Año de la desgracia, según un proyecto del historiador Rafael Oleo y Quadrado, por el maestro constructor Josep Mas i Llufriu. Es de estilo neoclásico y alcanza los veintidós metros de altura.
- Teatro del Born: construido entre el 1873 y el 1875 sobre la antigua caserna de caballería de la plaza del Born.
- Palacio Salort
- Palacio de Torre-Saura
- Ayuntamiento de Ciudadela
- la Lonja
- Puerto natural al abrigo de la Tramontana. Unas cuantas veces al año se produce el fenómeno llamado rissaga, resaca, por el cual primero pierde altura el nivel del mar y posteriormente una ola sube el nivel hasta por encima del original, llegando a cubrir Es Plá y en ocasiones causar daños a las embarcaciones fondeadas en el puerto (en el verano de 2006 hubo una muy pronunciada que obligó a cerrar el puerto durante varios días). En este puerto calan los buques de pasajeros y carga que comunican la isla de Menorca con Mallorca y Barcelona, mediante líneas regulares de las empresas Iscomar y Balearia, respectivamente. Recientemente, se ha instalado, un poco antes de la bocana del puerto, un dique que permite el amarre de barcos de mayor tamaño respecto a los que atracaban en el interior el puerto de antaño. El dique, al estar en mar abierto, permite evitar la resaca aunque ya ha habido quejas sobre su funcionamiento, ya que el rompeolas no protege lo suficiente frente a ciertos vientos.
- Calles típicas: Ciudadela se caracteriza también por sus angostas calles, con nombres curiosos como Que no passa ('Que no pasa', o azucaque) o Ses Voltes ('Las Arcadas') que empiezan en la plaza Nueva o plaza de España y terminan en la Catedral de Ciudadela. Más allá, en dirección al Ayuntamiento, está la Plaça des Born, desde donde se divisa el mencionado puerto y se levanta un obelisco en conmemoración del asalto turco del 9 de julio de 1558 protagonizado por el almirante de la flota otomana Pialí.
- Playas: Uno de los atractivos turísticos de Ciudadela reside en sus numerosas playas. En la costa oeste de Menorca existen numerosas urbanizaciones en torno a calas pequeñas como Cala Blanca, Santandría, etc. Llegando a la costa sur, pasado el faro D'Artrutx, encontramos Cala'n Bosch y Son Xoriguer, también urbanizadas, y más allá, en el trozo virgen más largo de la costa sur, se hallan Cala'n Turqueta, Son Saura, Es Talaier, Macarelleta y Macarella. En la costa norte, más agreste, asolada por la tramontana en invierno, se encuentran las urbanizaciones Cala Morell, las vírgenes La Vall y El Pilar.

### Museos
- Museo Diocesano de Menorca.
- Museo Arqueológico
- Museo Municipal de Ciudadela
- Museo Pintor Torrent, colección permanente de José Roberto Torrent Prats, hijo Ilustre de Ciudadela. Contiene unas cien obras, muestra representativa del recorrido artístico del pintor, además de objetos personales. El estilo artístico de Torrent, su modo de usar el color para plasmar el paisaje de Menorca, motivó que en la isla se le conociera como el ‘Van Gogh’ menorquín.[8]

## Geografía

### Clima
El clima de Ciudadela es de tipo mediterráneo, con veranos calurosos e inviernos suaves. A consecuencia de que la isla de Menorca es la más septentrional de las Islas Baleares, las precipitaciones son algo superiores a la media del archipiélago pero, aun así, son prácticamente inexistentes en verano. Ciudadela tiene una media de aproximadamente 600 mm anuales. Dado que Ciudadela se encuentra en la parte occidental de la isla, a menudo aparecen vientos que en invierno pueden llegar a los 110 km/h. Ciudadela tiene una temperatura media de unos 15 °C; las temperaturas máximas oscilan entre los 35 °C y las temperaturas mínimas entre los 4 °C en invierno. En algunas ocasiones pueden llegar a temperaturas inferiores a los 2 °C.

### Demografía
Ciudadela cuenta con una población de 31 941 habitantes (INE 2024).
| Gráfica de evolución demográfica de Ciudadela entre 1842 y 2021                                                     |
| |
| Población de derecho según los censos de población del INE Población de hecho según los censos de población del INE |

#### Población por núcleos
Desglose de población según el Padrón Continuo por Unidad Poblacional del INE.
| Núcleos        | Habitantes (2014) | Varones | Mujeres |
| -------------- | ----------------- | ------- | ------- |
| Almudaina      | 39                | 20      | 19      |
| Barranch       | 99                | 56      | 43      |
| Ciudadela      | 21 661            | 10 618  | 11 043  |
| La Vall        | 12                | 4       | 8       |
| San Juan       | 344               | 182     | 162     |
| Santandria     | 3730              | 1982    | 1748    |
| Son Morell     | 436               | 231     | 205     |
| Torre Saura    | 37                | 21      | 16      |
| Torre Trencada | 39                | 18      | 21      |
| Tres Alquerías | 2731              | 1417    | 1314    |
| Tudons         | 154               | 72      | 82      |

## Administración y política

### Gobierno municipal
| Periodo   | Nombre                         | Partido | Partido                                            |
| --------- | ------------------------------ | ------- | -------------------------------------------------- |
| 1979-1983 | Joan Sintes Anglada            |         | Unión de Centro Democrático (UCD)                  |
| 1983-1987 | Antoni Orell Calafat           |         | Partit Socialista de les Illes Balears (PSIB-PSOE) |
| 1987-1991 | Antoni Salvador Caules         |         | Partit Socialista de les Illes Balears (PSIB-PSOE) |
| 1991-1995 | Josep Carretero Febrer         |         | Partido Popular (PP)                               |
| 1995-1996 | Gabriel Allés Vázquez          |         | Partido Popular (PP)                               |
| 1996-1999 | Assumpta Vinent Barceló        |         | Partido Popular (PP)                               |
| 1999-2003 | Pau Lluís Lluch Mesquida       |         | Independents de Menorca (INME)                     |
| 2003-2009 | Llorenç Brondo Jover           |         | Partido Popular (PP)                               |
| 2009-2011 | Pilar Carbonero Sánchez        |         | Partit Socialista de les Illes Balears (PSIB-PSOE) |
| 2011-2014 | José María de Sintas Zaforteza |         | Partido Popular (PP)                               |
| 2014-2015 | Ramón Sampol Antich            |         | Partido Popular (PP)                               |
| 2015-2023 | Joana Maria Gomila Lluch       |         | Partit Socialista de les Illes Balears (PSIB-PSOE) |
| 2023-2024 | Juana Mari Pons Torres         |         | Partido Popular (PP)                               |
| 2024-act. | Llorenç Ferrer Monjo           |         | Partit Socialista de les Illes Balears (PSIB-PSOE) |

| Partido político                                   | 2023  | 2023  | 2023       | 2019  | 2019  | 2019       | 2015  | 2015  | 2015       | 2011  | 2011  | 2011       | 2007  | 2007  | 2007       |
| Partido político                                   | %     | Votos | Concejales | %     | Votos | Concejales | %     | Votos | Concejales | %     | Votos | Concejales | %     | Votos | Concejales |
| Partido Popular (PP)                               | 36,01 | 4142  | 9          | 22,04 | 2632  | 5          | 27,04 | 2944  | 6          | 42,27 | 4915  | 10         | 39,46 | 4583  | 10         |
| Partit Socialista de les Illes Balears (PSIB-PSOE) | 23,04 | 2650  | 5          | 17,95 | 2144  | 4          | 16,08 | 1751  | 4          | 19,86 | 2309  | 5          | 26,63 | 3093  | 6          |
| Més (PSM-IV-EN-APIB)                               | 21,60 | 2485  | 5          | 28,40 | 3391  | 7          | 27,73 | 3019  | 6          | 19,00 | 2210  | 4          | 15,23 | 1769  | 4          |
| Ciutadella Endavant                                | 7,33  | 844   | 1          | —     | —     | —          | —     | —     | —          | —     | —     | —          | —     | —     | —          |
| Vox                                                | 6,39  | 736   | 1          | 2,62  | 313   | 0          | —     | —     | —          | —     | —     | —          | —     | —     | —          |
| Ciudadanos (CS)                                    | 3,02  | 348   | 0          | 13,35 | 1594  | 3          | —     | —     | —          | —     | —     | —          | —     | —     | —          |
| Podem-Esquerra Unida de les Illes Balears (EUIB)   | —     | —     | —          | 10,06 | 1202  | 2          | 12,80 | 1394  | 3          | 2,87  | 334   | 0          | —     | —     | —          |
| Proposta per les Illes (PI)                        | —     | —     | —          | 3,09  | 369   | 0          | 3,88  | 423   | 0          | —     | —     | —          | —     | —     | —          |
| Unió del Poble de Ciutadella de Menorca (UPCM)     | —     | —     | —          | —     | —     | —          | 9,52  | 1037  | 2          | 8,93  | 1038  | 2          | 5,20  | 604   | 1          |

#### Evolución de la deuda viva municipal
El concepto de deuda viva contempla solo las deudas con cajas y bancos relativas a créditos financieros, valores de renta fija y préstamos o créditos transferidos a terceros, excluyéndose, por tanto, la deuda comercial. La deuda viva municipal por habitante en 2014 ascendía a 536,39 €.
| Gráfica de evolución de la deuda viva del Ayuntamiento entre 2008 y 2023                            |
| |
| Deuda viva del Ayuntamiento de Ciudadela, en miles de euros, según datos del Ministerio de Hacienda |

## Cultura

### Deporte
La Copa de la Reina de voleibol 2020 se celebró en Ciudadela.

## Ciudades hermanadas
- Alcudia, España
- Córdoba, Argentina
- Oristán, Italia